# Jeroni Rossell i Montfar
Jeroni Rossell i Montfar   (Barcelona, 1677 - valor desconegut), va ser un filòsof català.

## Biografia
Fill de Miquel Rossell, ciutadà honrat de Barcelona, va prendre l'hàbit al monestir de Sant Jeroni de la Murtra, on va viure aplicat a l'estudi. Va escriure en català «Espiritual exposició d'alguns misteris de la compassiva historia de la sagrada passió de Christo N. R. y dolors de la sua Verge y Mare reina del cel y terra Ma Sma. ab unas devotas deprecacions en cada hu dels capitols molt profitosas per las nostras ánimas, dedicada a la M. R. y Ven. Маrе Sor Marina de Rossell y Monfar amantíssima germana del P. Fr. Geroni Rossell y Monfar indigne monjo y sacerdot del monastir de la Murta extramuros de la ciutat de Barcelona». Fou dedicada a Sor Marina Rossell priora del convent dels Àngels de Barcelona. «Combat espiritual de la anima en la hora y agonía de la mort ab precaucions, y defensas per aquell amarch y tremendo pas contra lo maligne esperit», Manuscrit dedicat a Josefa Cellers i de Rossell, germana l'autor. «Vidas, hechos y felices muertes de algunos virtuosos monjes de este nuestro monasterio de San Gerónimo de la Val de Bethlem, alias de la Murta» on ressegueix la biografia de vint-i-set monjos del segle xvii d'aquest monestir anomenats: Damià Vicens, Miquel Espinós, Josep de Corbera i Santcliment, Jaume Montaner, Raimon Fustér, Jaume Teixidor, Miquel Mataró, Andreu Rubies, Gaspar Mayner, Macià Ramon, Tomàs Cuquet, Josep Fageda, Pau Soler, Joan Antoni Altet, Rafael Rius, Bernat Tayà, Jeroni Martí, Jaume Grau, Josep Cariteu, Jaume Llorac, Salvador Vives, Francesc de Santa Engràcia o Galatens, Francesc Esteve, Narcís Bocenylles, Francesc Bosch, Dídac Garcia.